# Gunnar Madsen
Gunnar Madsen es un compositor y cantante estadounidense. Fue el fundador y líder del grupo The Bobs, antes de dejarlo en 1991. Ha publicado varios álbumes en solitario desde entonces, tanto de música infantil como de composiciones para series televisivas y películas.

## Biografía[1]
Madsen aprendió a tocar la guitarra en su adolescencia. Estudió piano clásico en la Universidad de California en Berkeley. Trabajó para una empresa de "mensajes cantados" antes de fundar The Bobs en 1981, un "ensemble a capela" (grupo de canto sin instrumentos, exclusivamente vocal). Entre otros éxitos, Madsen estuvo nominado para un premio Grammy por sus arreglos de "Helter Skelter" de Los Beatles.
Abandonó The Bobs en 1991 y se dedicó a escribir música de videojuegos para el fabricante Atari. Empezó a publicar álbumes como artista en solitario a partir de 1997; su séptimo trabajo es del año 2009, incluyendo la grabación de tres discos para niños (todos galardonadas en los Parent's Choice Gold Awards), y de tres composiciones instrumentales.
La canción que daba título a su CD Old Mr. Mackle Hackle fue adaptada por Madsen como parte de un libro infantil publicado por "Little, Brown & Co".  Prestó su voz al retrato sonoro producido por Don Cheadle del cantantante Sammy Davis Jr en la película de la HBO titulada The Rat Pack, y arregló la música de la película de 2006 protagonizada por Vince Vaughn y Jennifer Aniston titulada The Break-Up. Su música también aparece en la serie de la HBO Sexo y la Ciudad y en las películas "Breaking the Rules" y Just a Kiss. Un musical, titulado "The Shaggs: Philosophy of the World", basado en la historia de la carrera de "The Shaggs" (coescrito con Joy Gregory) fue coproducido en un teatro del "Off-Broadway" por el "New York Theatre Workshop" y por "Playwrights Horizons" en 2011, y fue designado al premio "Lucille Lortel Award" y a dos "Drama Desk Awards".

## Discografía en solitario
- 6 Songs for Children (1991)
- Spinning World: 13 Ways of Looking at a Waltz (1997)
- The Power of a Hat (1998)
- Old Mr. Mackle Hackle (1999)
- Ants in My Pants (2001)
- The Fall of Troy (2006)
- I'm Growing (2008)
- Two Hands (2009)